# Nasenuhr

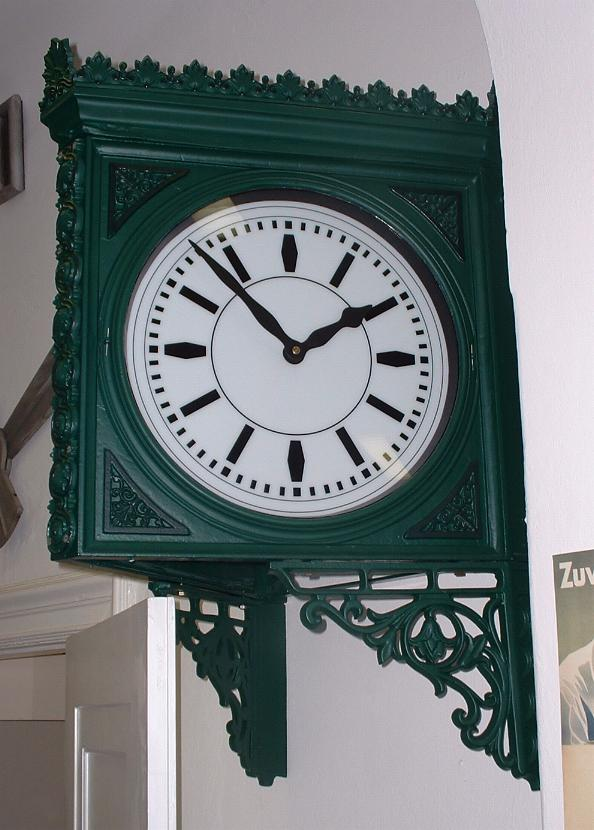
Nasenuhr (Perronuhr)

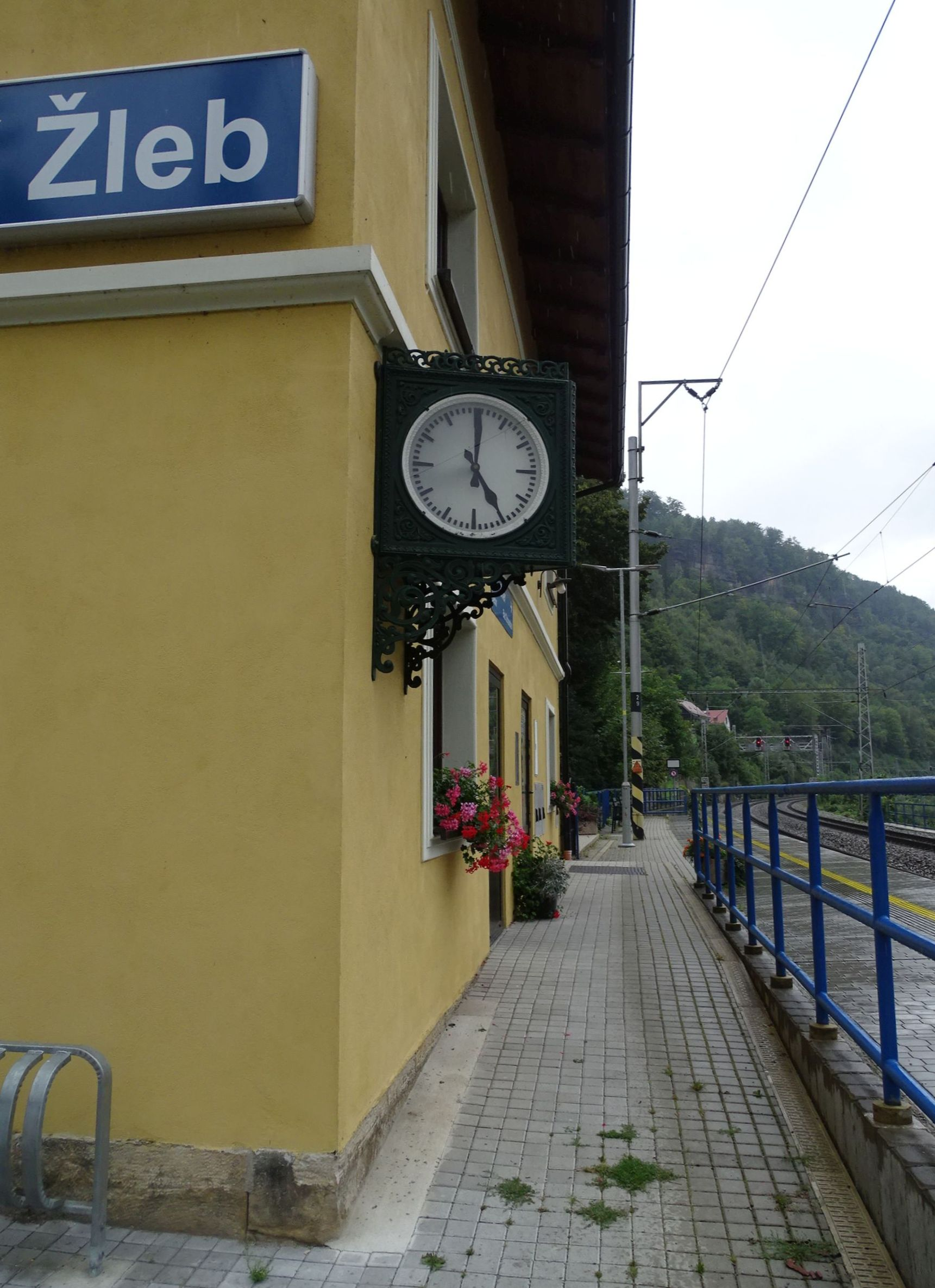
Nasenuhr in Dolní Žleb

Als Nasenuhr oder Perronuhr (nach der Bezeichnung Perron für Bahnsteig) bezeichnet man eine Bahnhofsuhr in Dreieckform.

## Technik
Nasenuhren (Bahnsteiguhren) sind die Vorgänger der Minutensprunguhr. 
Die ersten Nasenuhren wurden durch ein Eintageuhrwerk angetrieben, das sich im Bahnhofsinneren befand.
Später folgten dann auch sogenannte Acht-Tage-Uhrwerke.

## Bauweise
Durch ihre dreieckige Form fallen Nasenuhren besonders auf, sie bestehen aus zwei Seiten mit je einem Zifferblatt, die spitz nach vorn zusammen laufen. Die Grundform ist also ein Dreieck, daher auch der Begriff „Nasenuhr“. Heute findet man sie hauptsächlich noch in Museumsbahnhöfen, zum Beispiel im Erzgebirge. Sie haben meist einen hellgrünen bis dunkelgrünen Ölfarbenanstrich, nachts wurden die Zifferblätter mittels Petroleumlampen beleuchtet. Bedingt durch die Form kann man auch aus großen Entfernungen aus fast jedem Winkel die Zeit ablesen.

## Hersteller
C.F. Rochlitz Berlin, Zacharias Leipzig, Turmuhrenfabrik Carlsfeld, Max Hahn Zwickau, Gebr. Momma, vorm. Carl Weiss (Glogau, h. Głogów, Polen).